# A New Morning
A New Morning är den brittiska gruppen Suedes femte studioalbum, utgivet den 30 september 2002.

## Låtförteckning
1. "Positivity" – 2:56
2. "Obsessions" – 4:11
3. "Lonely Girls" – 3:13
4. "Lost in TV" – 3:40
5. "Beautiful Loser" – 3:38
6. "Streetlife" – 2:51
7. "Astrogirl" – 4:35
8. "Untitled...Morning" – 6:01
9. "One Hit to the Body" – 3:07
10. "When the Rain Falls" – 4:48
11. "You Belong to Me" – 17:29
12. "Oceans" (dolt spår)